# Engeland op het wereldkampioenschap voetbal 2018
Engeland was een van de deelnemende landen aan het wereldkampioenschap voetbal 2018 in Rusland. Het was de vijftiende deelname voor het land. Voor Gareth Southgate was het zijn eerste WK als bondscoach. Als speler nam hij deel aan het WK 1998 en het WK 2002. Engeland werd in de halve finale uitgeschakeld door Kroatië en ging door naar de troostfinale, waarin het werd verslagen door België en het eindigde op de vierde plaats.

## Kwalificatie

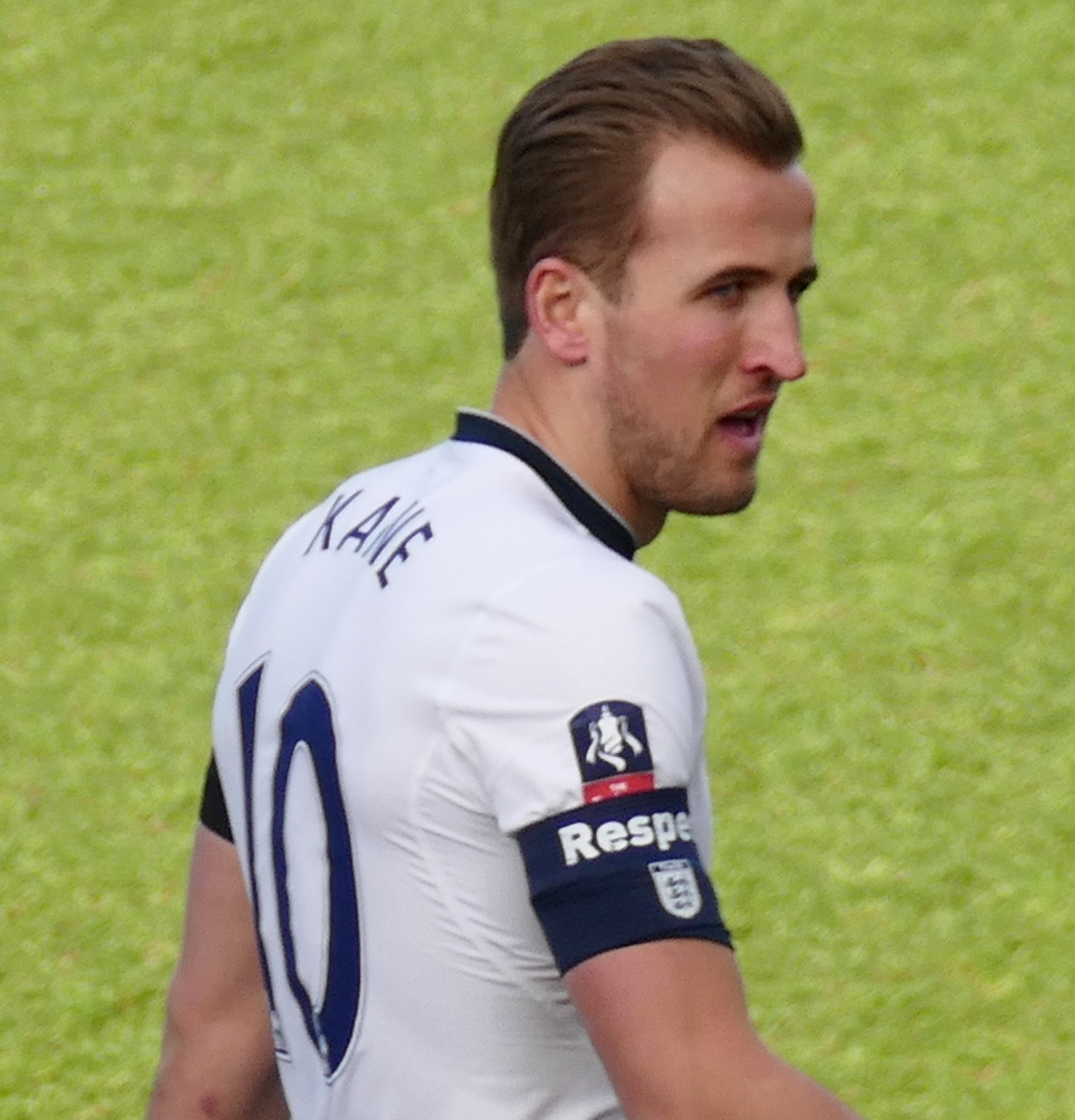
Harry Kane scoorde vijf keer in de kwalificatiecampagne.

Engeland begon onder leiding van bondscoach Sam Allardyce aan de WK-kwalificatiecampagne. Op 4 september 2016 speelden de Engelsen tegen Slowakije hun eerste groepswedstrijd. Hoewel Slowakije na iets minder dan een uur met tien spelers kwam te staan, had Engeland het moeilijk om het verschil te maken. In de 96e minuut bezorde Adam Lallana zijn team alsnog drie punten.
Later die maand werd Allardyce in opspraak gebracht door enkele undercoverjournalisten. Videobeelden toonden hoe Allardyce tegen betaling bereid was om FIFA-reglementen te omzeilen. Op 27 september 2016 stapte hij op als bondscoach. Gareth Southgate, coach van de U21, werd vervolgens benoemd als interim-bondscoach.
Southgate debuteerde met een thuiszege tegen dwergstaat Malta (2–0). Enkele dagen later raakten de Engelsen niet voorbij Slovenië. Het duel eindigde in een doelpuntloos gelijkspel. Desondanks bleef Engeland alleen aan de leiding in groep F. Op 11 november 2016 wonnen de Engelsen thuis overtuigend met 3–0 van buurland Schotland, dankzij goals van Daniel Sturridge, Lallana en Gary Cahill. Zo'n twintig dagen later werd Southgate officieel benoemd als bondscoach en tekende hij een contract voor vier jaar bij de Engelse voetbalbond.
Na de jaarwisseling won Engeland voor eigen supporters van Litouwen. Het werd 2–0 na  treffers van Jermaine Defoe en Jamie Vardy. De 34-jarige Defoe speelde zijn eerste interland sinds 2013 en scoorde zijn twintigste interlanddoelpunt. In juni 2017 volgde het belangrijke uitduel tegen Schotland. Engeland kwam in de 70e minuut via Alex Oxlade-Chamberlain 0–1 voor, maar de Schotten wisten de achterstand in het slot van de wedstrijd om te buigen in een voorsprong. Dankzij twee late goals van Leigh Griffiths leek Schotland met drie belangrijke punten aan de haal te gaan, maar Harry Kane kon in de extra tijd nog een punt uit de brand slepen door een verre voorzet van Raheem Sterling aan de tweede paal binnen te tikken. Het was de eerste kwalificatiewedstrijd waarin Engeland een tegendoelpunt incasseerde.
In september 2017 veroverde Engeland zes punten door achtereenvolgens van Malta (0–4) en Slovenië (2–1) te winnen. Door de twee zeges kon kwalificeerde Engeland zich op 5 oktober 2017 al voor het WK. De Engelsen klaarden de klus door voor eigen supporters met het kleinste verschil te winnen van Slovenië. Kane, met opnieuw een doelpunt in de extra tijd, bezorgde Engeland de kwalificatie.
Engeland had net als Spanje de minst gepasseerde defensie in de Europese kwalificatiecampagne. Beide landen incasseerden slechts drie tegendoelpunten in tien wedstrijden.

### Kwalificatieduels
|                                                   |           |               |          |                                                                                                 |
| 4 september 2016 «onderlinge duels» 18:00 (UTC+2) | Slowakije | 0 − 1         | Engeland | Štadión Antona Malatinského, Trnava Toeschouwers: 18.111 Scheidsrechter: Milorad Mažić (Servië) |
| 4 september 2016 «onderlinge duels» 18:00 (UTC+2) |           | 90+6' Lallana |          | Štadión Antona Malatinského, Trnava Toeschouwers: 18.111 Scheidsrechter: Milorad Mažić (Servië) |

|                                                 |                        |       |       |                                                                                          |
| 8 oktober 2016 «onderlinge duels» 18:00 (UTC+2) | Engeland               | 2 − 0 | Malta | Wembley Stadium, Londen Toeschouwers: 81.781 Scheidsrechter: Stefan Johannesson (Zweden) |
| 8 oktober 2016 «onderlinge duels» 18:00 (UTC+2) | Sturridge 29' Alli 38' |       |       | Wembley Stadium, Londen Toeschouwers: 81.781 Scheidsrechter: Stefan Johannesson (Zweden) |

|                                                  |          |       |          |                                                                                          |
| 11 oktober 2016 «onderlinge duels» 20:45 (UTC+2) | Slovenië | 0 − 0 | Engeland | Stožicestadion, Ljubljana Toeschouwers: 13.274 Scheidsrechter: Deniz Aytekin (Duitsland) |
| 11 oktober 2016 «onderlinge duels» 20:45 (UTC+2) |          |       |          | Stožicestadion, Ljubljana Toeschouwers: 13.274 Scheidsrechter: Deniz Aytekin (Duitsland) |

|                                                   |                                      |       |           |                                                                                     |
| 11 november 2016 «onderlinge duels» 20:45 (UTC+1) | Engeland                             | 3 − 0 | Schotland | Wembley Stadium, Londen Toeschouwers: 87.258 Scheidsrechter: Cüneyt Çakır (Turkije) |
| 11 november 2016 «onderlinge duels» 20:45 (UTC+1) | Sturridge 23' Lallana 50' Cahill 61' |       |           | Wembley Stadium, Londen Toeschouwers: 87.258 Scheidsrechter: Cüneyt Çakır (Turkije) |

|                                                |                     |       |          |                                                                                       |
| 26 maart 2017 «onderlinge duels» 20:45 (UTC+2) | Engeland            | 2 − 0 | Litouwen | Wembley Stadium, Londen Toeschouwers: 77.690 Scheidsrechter: Ruddy Buquet (Frankrijk) |
| 26 maart 2017 «onderlinge duels» 20:45 (UTC+2) | Defoe 22' Vardy 67' |       |          | Wembley Stadium, Londen Toeschouwers: 77.690 Scheidsrechter: Ruddy Buquet (Frankrijk) |

|                                               |                    |       |                                   |                                                                                       |
| 10 juni 2017 «onderlinge duels» 18:00 (UTC+2) | Schotland          | 2 − 2 | Engeland                          | Hampden Park, Glasgow Toeschouwers: 48.520 Scheidsrechter: Paolo Tagliavento (Italië) |
| 10 juni 2017 «onderlinge duels» 18:00 (UTC+2) | Griffiths 87', 90' |       | 70' Oxlade-Chamberlain 90+3' Kane | Hampden Park, Glasgow Toeschouwers: 48.520 Scheidsrechter: Paolo Tagliavento (Italië) |

|                                                   |       |                                            |          |                                                                                             |
| 1 september 2017 «onderlinge duels» 20:45 (UTC+2) | Malta | 0 − 4                                      | Engeland | Ta' Qalistadion, Ta' Qali Toeschouwers: 16.994 Scheidsrechter: Artur Soares Dias (Portugal) |
| 1 september 2017 «onderlinge duels» 20:45 (UTC+2) |       | 53', 90+2' Kane 86' Bertrand 90+1' Welbeck |          | Ta' Qalistadion, Ta' Qali Toeschouwers: 16.994 Scheidsrechter: Artur Soares Dias (Portugal) |

|                                                   |                       |       |            |                                                                                         |
| 4 september 2017 «onderlinge duels» 20:45 (UTC+2) | Engeland              | 2 − 1 | Slowakije  | Wembley Stadium, Londen Toeschouwers: 67.823 Scheidsrechter: Clément Turpin (Frankrijk) |
| 4 september 2017 «onderlinge duels» 20:45 (UTC+2) | Dier 38' Rashford 60' |       | 4' Lobotka | Wembley Stadium, Londen Toeschouwers: 67.823 Scheidsrechter: Clément Turpin (Frankrijk) |

|                                                 |            |       |          |                                                                                       |
| 5 oktober 2017 «onderlinge duels» 20:45 (UTC+2) | Engeland   | 1 − 0 | Slovenië | Wembley Stadium, Londen Toeschouwers: 61.598 Scheidsrechter: Felix Zwayer (Duitsland) |
| 5 oktober 2017 «onderlinge duels» 20:45 (UTC+2) | Kane 90+4' |       |          | Wembley Stadium, Londen Toeschouwers: 61.598 Scheidsrechter: Felix Zwayer (Duitsland) |

|                                                 |          |                 |          |                                                                                  |
| 8 oktober 2017 «onderlinge duels» 18:00 (UTC+2) | Litouwen | 0 − 1           | Engeland | LFF-stadion, Vilnius Toeschouwers: 5.067 Scheidsrechter: Orel Grinfeeld (Israël) |
| 8 oktober 2017 «onderlinge duels» 18:00 (UTC+2) |          | 28' (pen.) Kane |          | LFF-stadion, Vilnius Toeschouwers: 5.067 Scheidsrechter: Orel Grinfeeld (Israël) |

### Eindstand groep G
| Pos. | Land      | GW | W | G | V | DV | DT | DS  | Ptn |
| ---- | --------- | -- | - | - | - | -- | -- | --- | --- |
| 1    | Engeland  | 10 | 8 | 2 | 0 | 18 | 3  | +15 | 26  |
| 2    | Slowakije | 10 | 6 | 0 | 4 | 17 | 7  | +10 | 18  |
| 3    | Schotland | 10 | 5 | 3 | 2 | 17 | 12 | +5  | 18  |
| 4    | Slovenië  | 10 | 4 | 3 | 3 | 12 | 7  | +5  | 15  |
| 5    | Litouwen  | 10 | 1 | 3 | 6 | 7  | 20 | –13 | 6   |
| 6    | Malta     | 10 | 0 | 1 | 9 | 3  | 25 | –22 | 1   |

## WK-voorbereiding

### Wedstrijden
|                                                   |          |       |           |                                                                                       |
| 10 november 2017 «onderlinge duels» 21:00 (UTC+1) | Engeland | 0 – 0 | Duitsland | Wembley Stadium, Londen Toeschouwers: 81.382 Scheidsrechter: Paweł Raczkowski (Polen) |
| 10 november 2017 «onderlinge duels» 21:00 (UTC+1) |          |       |           | Wembley Stadium, Londen Toeschouwers: 81.382 Scheidsrechter: Paweł Raczkowski (Polen) |

|                                                   |          |       |          |                                                                                           |
| 14 november 2017 «onderlinge duels» 21:00 (UTC+1) | Engeland | 0 – 0 | Brazilië | Wembley Stadium, Londen Toeschouwers: 84.595 Scheidsrechter: Artur Soares Dias (Portugal) |
| 14 november 2017 «onderlinge duels» 21:00 (UTC+1) |          |       |          | Wembley Stadium, Londen Toeschouwers: 84.595 Scheidsrechter: Artur Soares Dias (Portugal) |

|                                                |           |             |          |                                                                       |
| 23 maart 2018 «onderlinge duels» 20:45 (UTC+1) | Nederland | 0 – 1       | Engeland | Amsterdam ArenA, Amsterdam Scheidsrechter: Jesús Gil Manzano (Spanje) |
| 23 maart 2018 «onderlinge duels» 20:45 (UTC+1) |           | 59' Lingard |          | Amsterdam ArenA, Amsterdam Scheidsrechter: Jesús Gil Manzano (Spanje) |

|                                                |           |       |                    |                                                                   |
| 27 maart 2018 «onderlinge duels» 21:00 (UTC+2) | Engeland  | 1 – 1 | Italië             | Wembley Stadium, Londen Scheidsrechter: Deniz Aytekin (Duitsland) |
| 27 maart 2018 «onderlinge duels» 21:00 (UTC+2) | Vardy 26' |       | 87' (pen.) Insigne | Wembley Stadium, Londen Scheidsrechter: Deniz Aytekin (Duitsland) |

|                                              |                    |       |           |                                                                                   |
| 2 juni 2018 «onderlinge duels» 18:15 (UTC+2) | Engeland           | 2 – 1 | Nigeria   | Wembley Stadium, Londen Toeschouwers: 70.025 Scheidsrechter: Marco Guida (Italië) |
| 2 juni 2018 «onderlinge duels» 18:15 (UTC+2) | Cahill 7' Kane 39' |       | 47' Iwobi | Wembley Stadium, Londen Toeschouwers: 70.025 Scheidsrechter: Marco Guida (Italië) |

|                                              |                          |       |            |                                                                                 |
| 7 juni 2018 «onderlinge duels» 21:00 (UTC+2) | Engeland                 | 2 – 0 | Costa Rica | Elland Road, Leeds Toeschouwers: 36.104 Scheidsrechter: Hiroyuki Kimura (Japan) |
| 7 juni 2018 «onderlinge duels» 21:00 (UTC+2) | Rashford 13' Welbeck 76' |       |            | Elland Road, Leeds Toeschouwers: 36.104 Scheidsrechter: Hiroyuki Kimura (Japan) |

## Het wereldkampioenschap
Op 1 december 2017 werd er geloot voor de groepsfase van het Wereldkampioenschap voetbal 2018. Engeland kwam met België, Panama en Tunesië in groep G en kreeg daardoor Wolgograd, Nizjni Novgorod en Kaliningrad als speelsteden.

### Uitrustingen
Sportmerk: Nike
| Thuis | Uit | Doelman |

### Selectie en statistieken
| Nr. | Naam                   | Geboortedatum | GW |   |   |   |   |   |   | Club              | Positie(s) |
| --- | ---------------------- | ------------- | -- | - | - | - | - | - | - | ----------------- | ---------- |
| 1   | Jordan Pickford        | 07-03-1994    | 7  | 0 | 0 | 0 | 0 | 0 | 0 | Everton FC        | GK         |
| 2   | Kyle Walker            | 28-05-1990    | 5  | 0 | 2 | 0 | 0 | 0 | 2 | Manchester City   | RB         |
| 3   | Danny Rose             | 02-07-1990    | 4  | 0 | 0 | 0 | 0 | 2 | 1 | Tottenham Hotspur | LB         |
| 4   | Eric Dier              | 15-01-1994    | 6  | 0 | 0 | 0 | 0 | 4 | 0 | Tottenham Hotspur | DM, CB     |
| 5   | John Stones            | 28-05-1994    | 7  | 2 | 1 | 0 | 0 | 0 | 1 | Manchester City   | CB, RB     |
| 6   | Harry Maguire          | 05-03-1993    | 7  | 1 | 2 | 0 | 0 | 1 | 0 | Leicester City    | CB         |
| 7   | Jesse Lingard          | 15-12-1992    | 6  | 1 | 1 | 0 | 0 | 1 | 2 | Manchester United | LW, RW, AM |
| 8   | Jordan Henderson       | 17-06-1990    | 5  | 0 | 1 | 0 | 0 | 0 | 2 | Liverpool FC      | CM, RM     |
| 9   | Harry Kane             | 28-07-1993    | 6  | 6 | 0 | 0 | 0 | 0 | 1 | Tottenham Hotspur | CF         |
| 10  | Raheem Sterling        | 08-12-1994    | 6  | 0 | 0 | 0 | 0 | 0 | 5 | Manchester City   | LW, RW, AM |
| 11  | Jamie Vardy            | 11-01-1987    | 4  | 0 | 0 | 0 | 0 | 3 | 0 | Leicester City    | CF         |
| 12  | Kieran Trippier        | 19-09-1990    | 6  | 1 | 0 | 0 | 0 | 0 | 1 | Tottenham Hotspur | RB         |
| 13  | Jack Butland           | 10-03-1993    | 0  | 0 | 0 | 0 | 0 | 0 | 0 | Stoke City        | GK         |
| 14  | Danny Welbeck          | 26-11-1990    | 1  | 0 | 0 | 0 | 0 | 1 | 0 | Arsenal FC        | CF         |
| 15  | Gary Cahill            | 19-12-1985    | 1  | 0 | 0 | 0 | 0 | 0 | 0 | Chelsea FC        | CB         |
| 16  | Phil Jones             | 21-02-1992    | 2  | 0 | 0 | 0 | 0 | 0 | 0 | Manchester United | CB, DM     |
| 17  | Fabian Delph           | 21-11-1989    | 4  | 0 | 0 | 0 | 0 | 2 | 0 | Manchester City   | LW, AM     |
| 18  | Ashley Young           | 09-07-1985    | 5  | 0 | 0 | 0 | 0 | 0 | 1 | Manchester United | LW, RW, CM |
| 19  | Marcus Rashford        | 31-10-1997    | 6  | 0 | 0 | 0 | 0 | 5 | 0 | Manchester United | CF         |
| 20  | Dele Alli              | 11-04-1996    | 5  | 1 | 0 | 0 | 0 | 1 | 3 | Tottenham Hotspur | CM, AM     |
| 21  | Ruben Loftus-Cheek     | 23-01-1996    | 4  | 0 | 1 | 0 | 0 | 1 | 1 | Crystal Palace FC | CM         |
| 22  | Trent Alexander-Arnold | 07-10-1998    | 1  | 0 | 0 | 0 | 0 | 0 | 1 | Liverpool FC      | RB, CM     |
| 23  | Nick Pope              | 19-04-1992    | 0  | 0 | 0 | 0 | 0 | 0 | 0 | Burnley FC        | GK         |

### Wedstrijden
| Nr. | Land     | GW | W | G | V | DV | DT | DS | Ptn |
| --- | -------- | -- | - | - | - | -- | -- | -- | --- |
| 1   | België   | 3  | 3 | 0 | 0 | 9  | 2  | +7 | 9   |
| 2   | Engeland | 3  | 2 | 0 | 1 | 8  | 3  | +5 | 6   |
| 3   | Tunesië  | 3  | 1 | 0 | 2 | 5  | 8  | −3 | 3   |
| 4   | Panama   | 3  | 0 | 0 | 3 | 2  | 11 | −9 | 0   |

#### Groepsfase
|                                               |           |       |                 |                                                                                          |
| 18 juni 2018 «onderlinge duels» 21:00 (UTC+3) | Tunesië   | 1 – 2 | Engeland        | Volgograd Arena, Wolgograd Toeschouwers: 41.064 Scheidsrechter: Wilmar Roldán (Colombia) |
| 18 juni 2018 «onderlinge duels» 21:00 (UTC+3) | Sassi 35' |       | 11', 90+1' Kane | Volgograd Arena, Wolgograd Toeschouwers: 41.064 Scheidsrechter: Wilmar Roldán (Colombia) |

|                                               |                                                               |       |           |                                                                                             |
| 24 juni 2018 «onderlinge duels» 15:00 (UTC+3) | Engeland                                                      | 6 – 1 | Panama    | Strelka Stadium, Nizjni Novgorod Toeschouwers: 43.319 Scheidsrechter: Gehad Grisha (Egypte) |
| 24 juni 2018 «onderlinge duels» 15:00 (UTC+3) | Stones 8', 40' Kane 22' (pen.), 45+1' (pen.), 62' Lingard 38' |       | 78' Baloy | Strelka Stadium, Nizjni Novgorod Toeschouwers: 43.319 Scheidsrechter: Gehad Grisha (Egypte) |

|                                               |          |             |        |                                                                                          |
| 28 juni 2018 «onderlinge duels» 20:00 (UTC+2) | Engeland | 0 – 1       | België | Arena Baltika, Kaliningrad Toeschouwers: 33.973 Scheidsrechter: Damir Skomina (Slovenië) |
| 28 juni 2018 «onderlinge duels» 20:00 (UTC+2) |          | 51' Januzaj |        | Arena Baltika, Kaliningrad Toeschouwers: 33.973 Scheidsrechter: Damir Skomina (Slovenië) |

#### Achtste finale
|                                              |                                    |              |                                       |                                                                           |
| 3 juli 2018 «onderlinge duels» 21:00 (UTC+3) | Colombia                           | 1 – 1 (n.v.) | Engeland                              | Otkrytieje Arena, Moskou Toeschouwers: 44.190 Scheidsrechter: Mark Geiger |
| 3 juli 2018 «onderlinge duels» 21:00 (UTC+3) | Mina 90+3'                         |              | 57' (pen.) Kane                       | Otkrytieje Arena, Moskou Toeschouwers: 44.190 Scheidsrechter: Mark Geiger |
| 3 juli 2018 «onderlinge duels» 21:00 (UTC+3) | Strafschoppen                      |              |                                       | Otkrytieje Arena, Moskou Toeschouwers: 44.190 Scheidsrechter: Mark Geiger |
| 3 juli 2018 «onderlinge duels» 21:00 (UTC+3) | Falcao Cuadrado Muriel Uribe Bacca | 3 – 4        | Kane Rashford Henderson Trippier Dier | Otkrytieje Arena, Moskou Toeschouwers: 44.190 Scheidsrechter: Mark Geiger |

#### Kwartfinale
|                                              |        |                      |          |                                                                         |
| 7 juli 2018 «onderlinge duels» 18:00 (UTC+4) | Zweden | 0 – 2                | Engeland | Cosmos Arena, Samara Toeschouwers: 39.991 Scheidsrechter: Björn Kuipers |
| 7 juli 2018 «onderlinge duels» 18:00 (UTC+4) |        | 39' Maguire 59' Alli |          | Cosmos Arena, Samara Toeschouwers: 39.991 Scheidsrechter: Björn Kuipers |

#### Halve finale
|                                               |                            |              |             |                                                                                       |
| 11 juli 2018 «onderlinge duels» 21:00 (UTC+3) | Kroatië                    | 2 – 1 (n.v.) | Engeland    | Olympisch Stadion Loezjniki, Moskou Toeschouwers: 78.011 Scheidsrechter: Cüneyt Çakir |
| 11 juli 2018 «onderlinge duels» 21:00 (UTC+3) | Perišić 68' Mandžukić 109' |              | 5' Trippier | Olympisch Stadion Loezjniki, Moskou Toeschouwers: 78.011 Scheidsrechter: Cüneyt Çakir |

#### Troostfinale
|                                               |                          |       |          |                                                                                          |
| 14 juli 2018 «onderlinge duels» 17:00 (UTC+3) | België                   | 2 – 0 | Engeland | Stadion Krestovski, Sint-Petersburg Toeschouwers: 64.406 Scheidsrechter: Alireza Faghani |
| 14 juli 2018 «onderlinge duels» 17:00 (UTC+3) | Meunier 4' E. Hazard 82' |       |          | Stadion Krestovski, Sint-Petersburg Toeschouwers: 64.406 Scheidsrechter: Alireza Faghani |

FA · A-internationals · Selecties · Bondscoaches · Engels vrouwenelftal · Brits olympisch elftal · Engeland -21 · Engeland -20 · Engeland -19 · Engeland -18 · Engeland -17 · Engeland -16 · Vrouwen -17
1872 – 1899 ·
1900 – 1919 ·
1920 – 1929 ·
1930 – 1939 ·
1940 – 1949 ·
1950 – 1959 ·
1960 – 1969 ·
1970 – 1979 ·
1980 – 1989 ·
1990 – 1999 ·
2000 – 2009 ·
2010 – 2019 ·
2020 − 2029
EK's: 1968 ·
1980 ·
1988 ·
1992 ·
1996 ·
2000 ·
2004 ·
2012 · 
2016 · 
2020 · 
2024
WK's: 1950 ·
1954 ·
1958 ·
1962 ·
1966 ·
1970 ·
1982 ·
1986 ·
1990 ·
1998 ·
2002 ·
2006 ·
2010 ·
2014 ·
2018 · 
2022
Albanië ·
Algerije ·
Andorra ·
Argentinië ·
Australië ·
Azerbeidzjan ·
België ·
Bosnië en Herzegovina ·
Brazilië ·
Bulgarije ·
Canada ·
Chili ·
China ·
Colombia ·
Costa Rica ·
Cyprus ·
Denemarken ·
DDR · 
Duitsland ·
Ecuador ·
Egypte ·
Estland ·
Finland ·
Frankrijk ·
Georgië ·
Ghana ·
GOS ·
Griekenland ·
Honduras ·
Hongarije ·
Ierland ·
IJsland · 
Iran ·
Israël ·
Italië ·
Ivoorkust ·
Jamaica ·
Japan ·
Joegoslavië ·
Kameroen ·
Kazachstan ·
Koeweit ·
Kosovo ·
Kroatië ·
Liechtenstein ·
Litouwen ·
Luxemburg ·
Maleisië ·
Malta ·
Marokko ·
Mexico ·
Moldavië ·
Montenegro ·
Nederland ·
Nieuw-Zeeland ·
Nigeria ·
Noord-Ierland ·
Noord-Macedonië ·
Noorwegen ·
Oekraïne ·
Oostenrijk ·
Panama · 
Paraguay ·
Peru · 
Polen ·
Portugal ·
Roemenië ·
Rusland ·
San Marino · 
Saoedi-Arabië ·
Schotland ·
Senegal ·
Servië ·
Servië en Montenegro · 
Slovenië ·
Slowakije ·
Sovjet-Unie ·
Spanje ·
Trinidad en Tobago ·
Tsjechië ·
Tsjecho-Slowakije ·
Tunesië ·
Turkije ·
Uruguay ·
Verenigde Staten ·
Wales ·
Wit-Rusland ·
Zuid-Afrika ·
Zuid-Korea ·
Zweden ·
Zwitserland
Algerije (2010) · 
Argentinië (1986) · 
Argentinië (1998) · 
Argentinië (2002) · 
België (1990) · 
België (2018, 1) · 
België (2018, 2) · 
Brazilië (2002) · 
Colombia (1998) ·
Colombia (2018) ·
Costa Rica (2014) ·
Denemarken (2002) ·
Denemarken (2021) · 
Duitsland (2000) ·
Duitsland (2010) ·
Duitsland (2021) ·
Ecuador (2006) ·
Egypte (1990) ·
Frankrijk (1982) ·
Frankrijk (2012) ·
Frankrijk (2022) ·
Ierland (1990) · 
IJsland (2016) ·
Italië (1990) · 
Italië (2012) · 
Italië (2014) · 
Italië (2021) · 
Kameroen (1990) · 
Koeweit (1982) · 
Kroatië (2018) ·
Kroatië (2021) · 
Marokko (1986) · 
Nederland (1990) · 
Nigeria (2002) · 
Oekraïne (2012) · 
Oekraïne (2021) ·
Panama (2018) · 
Paraguay (1986) · 
Paraguay (2006) · 
Polen (1986) · 
Portugal (1986) · 
Portugal (2000) · 
Portugal (2006) · 
Roemenië (1998) ·
Roemenië (2000) ·
Rusland (2016) ·
Schotland (2021) ·
Senegal (2022) ·
Slovenië (2010) ·
Slowakije (2016) ·
Spanje (1982) ·
Spanje (2024) ·
Trinidad en Tobago (2006) ·
Tsjechië (2021) ·
Tsjecho-Slowakije (1982) ·
Tunesië (1998) ·
Tunesië (2018) ·
Uruguay (2014) ·
Verenigde Staten (2010) ·
Wales (2016) · 
West-Duitsland (1966) ·
West-Duitsland (1982) ·
West-Duitsland (1990) ·
Zweden (2002) ·
Zweden (2006) · 
Zweden (2012)